# يونيونتاون (ألاباما)
يونيونتاون (بالإنجليزية: Uniontown)‏ هي مدينة أمريكية تقع في ولاية ألاباما.تبلغ مساحة هذه المدينة 3.5 (كم²)،ويبلغ عدد سكانها 1636 نسمة حسب إحصاء سنة 2010 م.تشير الإحصاءات بأن الكثافة السكانية في هذه المدينة تقدر بـ(467.4) نسمة/كم2.

## التركيبة السكانية
حدّد مكتب تعداد الولايات المتحدة بيانات التركيبة السكانية ليونيونتاون في تعداد الولايات المتحدة. في ما يلي، التركيبة السكانية حسب تعدادي 2000 و2010.

### تعداد عام 2000
بلغ عدد سكان يونيونتاون 1,636 نسمة بحسب تعداد عام 2000، وبلغ عدد الأسر 617 أسرة وعدد العائلات 434 عائلة مقيمة في البلدة. في حين سجلت الكثافة السكانية 41.6 نسمة لكل كيلومتر مربع (107.7/ميل2). وبلغ عدد الوحدات السكنية 743 وحدة بمتوسط كثافة قدره 18.9 لكل كيلومتر مربع (49.0/ميل2).
وتوزع التركيب العرقي للبلدة بنسبة 11.80% من البيض و88.20% من الأمريكيين الأفارقة و1.10% من الهسبانيون أو اللاتينيون من أي عرق.
بلغ عدد الأسر 617 أسرة كانت نسبة 46.4% منها لديها أطفال تحت سن الثامنة عشر تعيش معهم، وبلغت نسبة الأزواج القاطنين مع بعضهم البعض 26.1% من أصل المجموع الكلي للأسر، ونسبة 40.8% من الأسر كان لديها معيلات من الإناث دون وجود شريك، بينما كانت نسبة 3.4% من الأسر لديها معيلون من الذكور دون وجود شريكة وكانت نسبة 29.7% من غير العائلات. تألفت نسبة 28% من أصل جميع الأسر من عدة أفراد يعيشون في نفس المنزل ونسبة 11% كانت تتألف من شخص يعيش بمفرده يبلغ من العمر 65 عاماً أو أكثر. وبلغ متوسط حجم الأسرة المعيشية 2.65، أما متوسط حجم العائلات فبلغ 3.27.
بلغ العمر الوسطي للسكان 26.5 عاماً. وكانت نسبة 37.3% من القاطنين تحت سن الثامنة عشر، وكانت نسبة 10.7% بين الثامنة عشر والرابعة والعشرين عاماً، ونسبة 22.2% كانت واقعةً في الفئة العمرية ما بين الخامسة والعشرين والرابعة والأربعين عاماً، ونسبة 16.1% كانت ما بين الخامسة والأربعين والرابعة والستين، ونسبة 13.7% كانت ضمن فئة الخامسة والستين عاماً فما فوق. يوجد لكل 100 أنثى 72.9 ذكر، ويوجد لكل 100 أنثى في الثامنة عشر من عمرها فما فوق 60.8 ذكر.
بلغ متوسط دخل الأسرة في البلدة 12,386 دولارًا، أما متوسط دخل العائلة فبلغ 14,148 دولارًا. وكان متوسط دخل الذكور 21,625 دولارًا مقابل 14,261 دولارًا للإناث. وسجل دخل الفرد الخاص بالبلدة 8,268 دولارًا. وكانت نسبة 48.2% من العائلات ونسبة 47.4% من السكان تحت خط الفقر، وكان من هؤلاء نسبة 60.4% تحت سن الثامنة عشر ونسبة 31.9% في الخامسة والستين من العمر وما فوق.

### تعداد عام 2010
بلغ عدد سكان يونيونتاون 1,775 نسمة بحسب تعداد عام 2010، وبلغ عدد الأسر 660 أسرة وعدد العائلات 459 عائلة مقيمة في البلدة. في حين سجلت الكثافة السكانية 45.1 نسمة لكل كيلومتر مربع (116.8/ميل2). وبلغ عدد الوحدات السكنية 764 وحدة بمتوسط كثافة قدره 19.4 لكل كيلومتر مربع (50.2/ميل2).
وتوزع التركيب العرقي للبلدة بنسبة 9.13% من البيض و90.59% من الأمريكيين الأفارقة و0.28% من عرقين مختلطين أو أكثر و0.45% من الهسبانيون أو اللاتينيون من أي عرق.
بلغ عدد الأسر 660 أسرة كانت نسبة 45.5% منها لديها أطفال تحت سن الثامنة عشر تعيش معهم، وبلغت نسبة الأزواج القاطنين مع بعضهم البعض 20.2% من أصل المجموع الكلي للأسر، ونسبة 44.2% من الأسر كان لديها معيلات من الإناث دون وجود شريك، بينما كانت نسبة 5.2% من الأسر لديها معيلون من الذكور دون وجود شريكة وكانت نسبة 30.5% من غير العائلات. تألفت نسبة 28.5% من أصل جميع الأسر من عدة أفراد يعيشون في نفس المنزل ونسبة 9.5% كانت تتألف من شخص يعيش بمفرده يبلغ من العمر 65 عاماً أو أكثر. وبلغ متوسط حجم الأسرة المعيشية 2.69، أما متوسط حجم العائلات فبلغ 3.27.
بلغ العمر الوسطي للسكان 28.4 عاماً. وكانت نسبة 35.8% من القاطنين تحت سن الثامنة عشر، وكانت نسبة 9.8% بين الثامنة عشر والرابعة والعشرين عاماً، ونسبة 22.9% كانت واقعةً في الفئة العمرية ما بين الخامسة والعشرين والرابعة والأربعين عاماً، ونسبة 21.2% كانت ما بين الخامسة والأربعين والرابعة والستين، ونسبة 10.3% كانت ضمن فئة الخامسة والستين عاماً فما فوق. وتوزع التركيب الجنسي للسكان بنسبة 44.3% ذكور و55.7% إناث.

## أعلام
- توني كوكس
- إروين دادلي